# Cathedral of the Holy Cross, Lusaka
Cathedral of the Holy Cross är en anglikansk katedral belägen i Lusaka, Zambia. Byggnaden är huvudkyrka för Lusaka stift.

## Kyrkobyggnaden
Katedralen uppfördes åren 1960 till 1962 under ledning av konsultbyrån Arup. Ritningarna var gjorda av arkitekt Ian Reeler på företaget Hope, Reeler & Morris.
Kyrkan har en stomme av betong. Fasaderna är klädda med sten och yttertaket är klätt med kopparplåt.
Kyrkorummet är högt med 18 meter upp till taket. Fönstren har glas av olika färger som skapar en mosaik. På en läktare, längst bak i kyrkorummet, finns kyrkans orgel som är mer än 120 år gammal. Orgeln fraktades från England i bitar och monterades ihop i kyrkan.